# Bähr & Pröschild

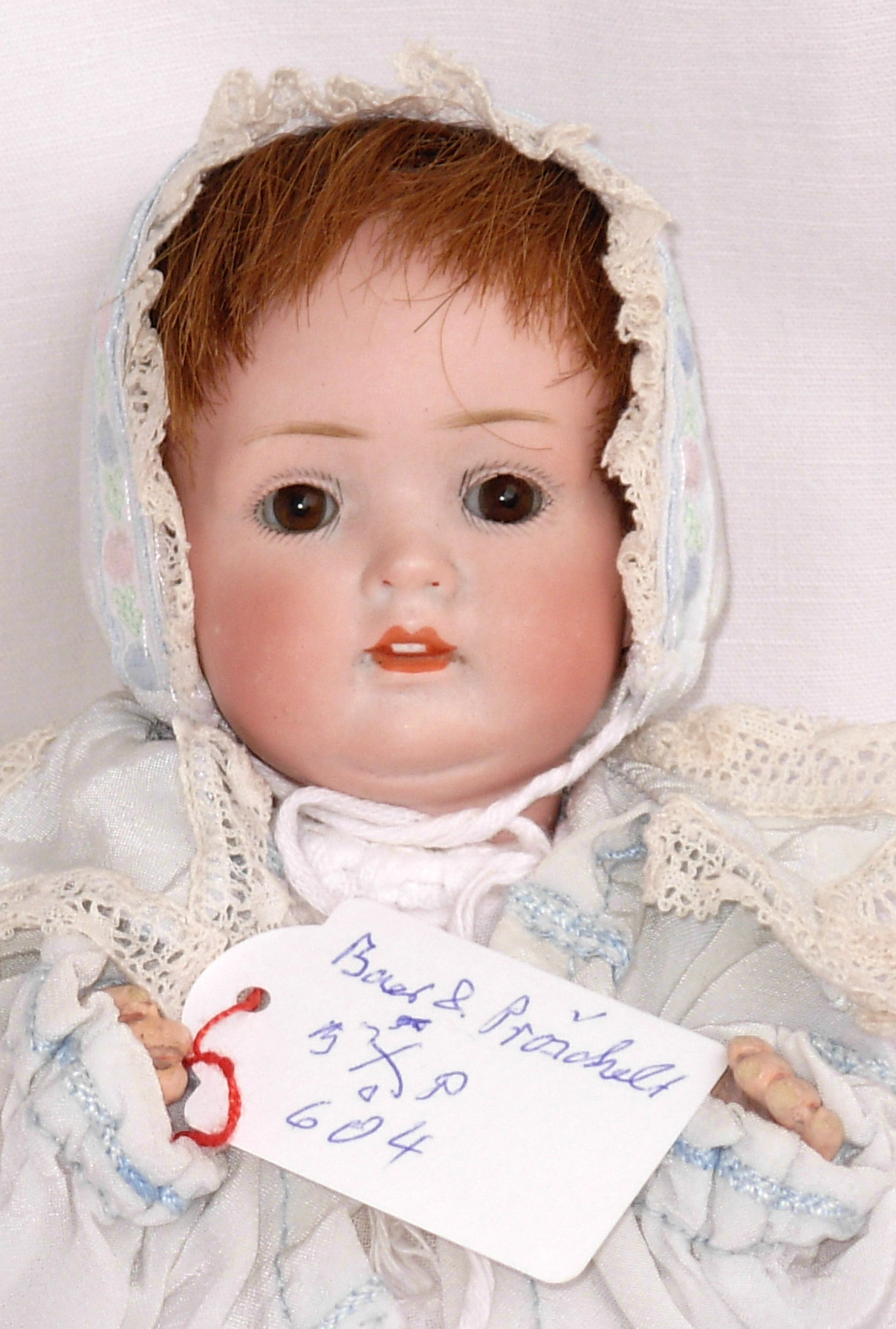
Bisquitporzellan-Kopf mit der Formnummer 604 von B & P auf einem Babykörper im Taufkleid

Bähr & Pröschild (BP oder B & P) war eine im 19. Jahrhundert in Ohrdruf in Thüringen gegründete Porzellanfabrik, die sich auf die Herstellung von Bisquitporzellan- und Celluloid-Puppen spezialisiert hatte.

## Geschichte
Das Unternehmen wurde 1871 von Georg Bähr und August Pröschild als Porzellan- und Puppenfabrik gegründet. Eine Spezialität waren zunächst die vollständig aus Biskuitporzellan bestehenden und Ende des 19. Jahrhunderts äußerst beliebten Badepuppen. Häufiger anzutreffen bei der Firma, die ab 1895 die Initialen BP verwendete, sind die mitunter hochgezogenen Augenbrauen auf den Puppenköpfen, die sonst eher für orientalische und angelsächsische Puppengesichter genutzt wurden.
Um die Wende zum 20. Jahrhundert wurde der Schutzmarke, die in die Puppenkörper oder -köpfe eingeprägt war, die gekreuzten Schwerter hinzugefügt. 1909 wurde die Schutzmarke Buporit für Zelluloidpuppen eingetragen.
1919 wurde das Unternehmen von dem Puppenhersteller Bruno Schmidt aufgekauft; der weiterhin verwendeten Marke von BP wurde das von dem neuen Eigentümer verwendete Herz hinzugefügt.

## Formnummern
Die Nummern für die von B & P verwendeten Porzellanformen waren 201, 204, 207, 209, 212, 213, 217, 219, 220, 224, 225, 226, 227, 230, 239, 244, 245, 247, 248, 251, 252, 253, 259, 260, 261, 263, 264, 265, 269, 270, 273, 275, 277, 278, 281, 283, 285, 287, 289, 292, 297, 300, 302, 305, 306, 309, 313, 320, 321, 322, 323, 324, 325, 330, 340, 342, 343, 348, 350, 374, 375, 376, 378, 379, 380, 381, 389, 390, 393, 394, 424, 425, 441, 482, 499, 500, 520, 525, 526, 529, 531, 535, 536, 537/2033, 539/2023, 541, 546, 549, 554, 557, 658, 571, 581, 584, 585, 600, 604, 619, 624, 640, 641, 642, 643, 644, 645, 646, 678, 707 sowie 799.